# فلويد تشانس
فلويد تشانس (بالإنجليزية: Floyd Chance)‏ هو عازف الباس المزدوج أمريكي، ولد في 21 ديسمبر 1925، وتوفي في 11 أبريل 2005.

## وصلات خارجية
- فلويد تشانس على موقع IMDb (الإنجليزية)
- فلويد تشانس على موقع ميوزك برينز (الإنجليزية)
- فلويد تشانس على موقع أول ميوزيك (الإنجليزية)
- فلويد تشانس على موقع أول ميوزيك (الإنجليزية)
- فلويد تشانس على موقع أول ميوزيك (الإنجليزية)
- فلويد تشانس على موقع أول ميوزيك (الإنجليزية)
- فلويد تشانس على موقع ديسكوغز (الإنجليزية)
- فلويد تشانس على موقع ديسكوغز (الإنجليزية)
- فلويد تشانس على موقع قاعدة بيانات الفيلم (الإنجليزية)